# Nightmare at 20,000 Feet
Nightmare at 20,000 Feet – odcinek 123 (sezon 5, odcinek 3) amerykańskiego serialu telewizyjnego Strefa mroku, oparty na krótkiej historii o tym samym tytule autorstwa Richarda Mathesona, opublikowanej w 1961. Odcinek w reżyserii Richarda Donnera wyemitowano 11 października 1963 w amerykańskiej stacji telewizyjnej Columbia Broadcasting System (CBS).

## Wprowadzenie do odcinka
Portret przerażonego człowieka: Robert Wilson, lat trzydzieści siedem, mąż, ojciec i sprzedawca podczas chorobowego. Pan Wilson właśnie został zwolniony z sanatorium, gdzie spędził ostatnie sześć miesięcy, z powodu załamania nerwowego, którego początek miał miejsce wieczorem nie różniącym się od tego, w samolocie bardzo podobnym do tego, w którym pan Wilson zamierza lecieć do domu – różnica polega na tym, że tego wieczoru pół roku temu lot Wilsona zakończył się atakiem załamania psychicznego. Dziś wieczorem podróżuje do wyznaczonego celu, co w przeciwieństwie do planu pana Wilsona, dzieje się w najciemniejszym zakątku „Strefy mroku”.

## Fabuła odcinka
Podczas podróży samolotem, Robert Wilson zauważa na skrzydle gremlina. Wilson stara się powiadomić żonę i załogę samolotu o obecności gremlina, ale za każdym razem, gdy ktoś inny niż główny bohater patrzy przez okno, gremlin znika z pola widzenia, więc twierdzenie Roberta wydaje się dziwaczne. Jego wiarygodność jest jeszcze bardziej nadwyrężona faktem, że jest to jego pierwszy lot od czasu załamania nerwowego sześć miesięcy wcześniej, co zdarzyło się również w samolocie. Wilson zdaje sobie sprawę, że jego żona Julia zaczyna myśleć, że musi wrócić do sanatorium, ale jego uwaga skupia się na tym, że gremlin majstruje przy kablach pod osłoną silnika, co może doprowadzić do katastrofy.
Stewardesa daje Robertowi środek uspokajający, aby nie był zaniepokojony. Wilson popija tabletkę wodą, ale jej nie przełyka i potajemnie wypluwa. Następnie ponownie widzi gremlina i postanawia ukraść rewolwer śpiącemu policjantowi, wraca na swoje miejsce i zapina pasy aby uniknąć wyssania z samolotu. Otwiera drzwi wyjścia awaryjnego i pięciokrotnie oddaje strzały w stronę gremlina. Gdy samolot wylądował wszyscy myślą, że Robert oszalał. Gdy Wilson leży na noszach na płycie lotniska, mówi swojej żonie, że tylko on wie co wydarzyło się podczas lotu ale jest w tej wiedzy osamotniony. Jednak najazd kamery na skrzydło ujawnia widoczne uszkodzenia skrzydła samolotu, spowodowane przez gremlina.

## Obsada
- William Shatner jako Robert Wilson
- Christine White jako Julia Wilson
- Asa Maynor jako Stewardesa
- Ed Kemmer jako Inżynier pokładowy
- Nick Cravat jako Gremlin

## Remake odcinka
W 1983 nakręcono film Strefa mroku składający się z czterech historii opowiedzianych przez różnych reżyserów. Nowela czwarta w reżyserii George’a Millera to remake odcinka Nightmare at 20,000 Feet. W roli znerwicowanego pasażera samolotu Johna Valentine′a wystąpił amerykański aktor John Lithgow.